# Вівтар Святої Марії (Ствош)

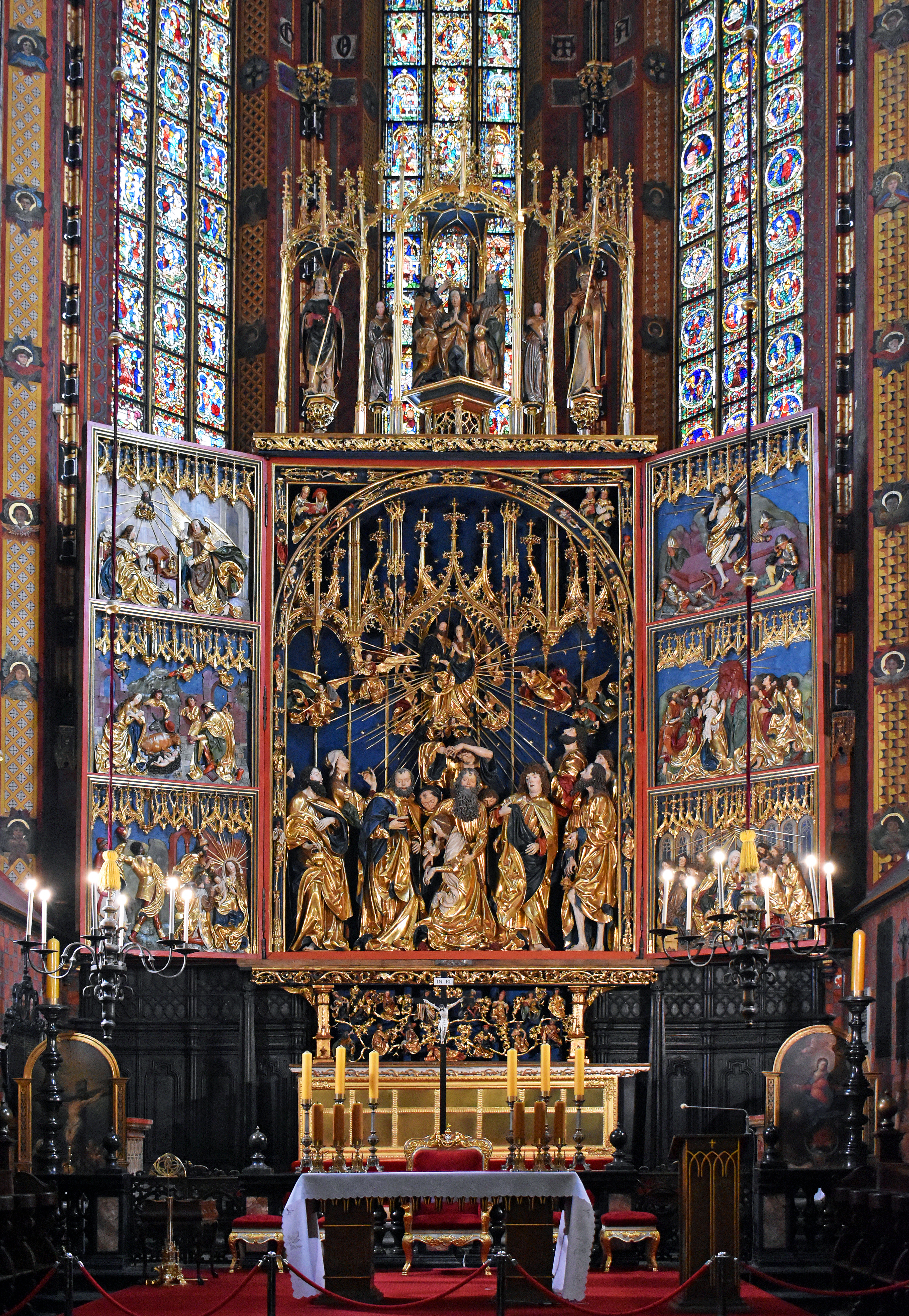
Вівтарна картина Вейта Стосса

Вівтар Святої Марії в Кракові (Ołtarz Mariacki) — один з найбільших готичних вівтарів у Європі та національний скарб Польщі. Він розташований за Великим вівтарем базиліки Святої Марії в Кракові. 

## Історія

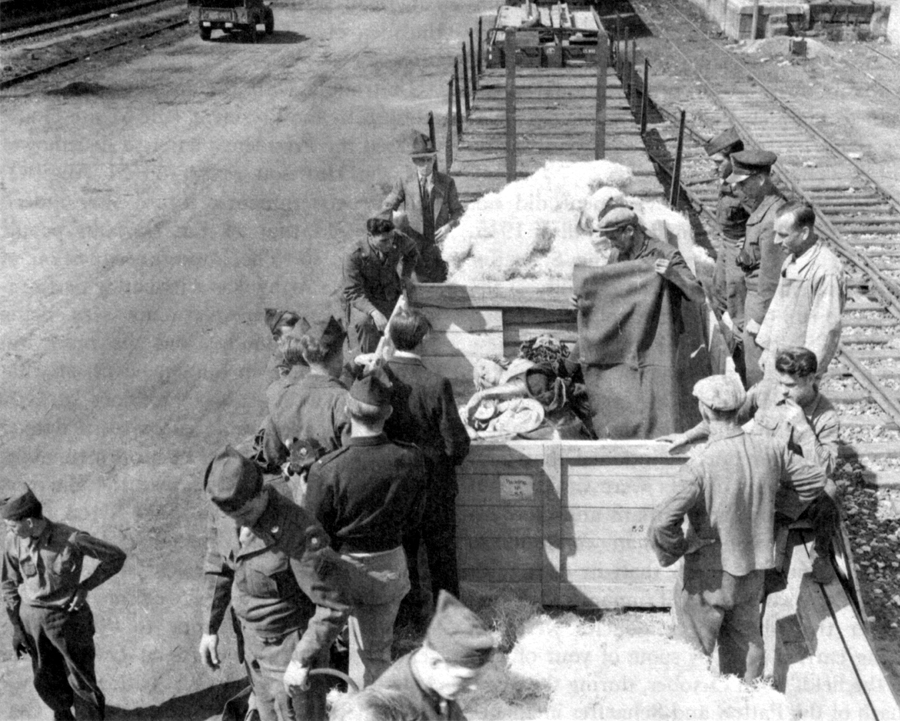
Квітень 1946 р .: німецькі робітники та охоронці ГІ останній раз поглядають на головну фігуру з вівтарної картини

Вівтарну картину вирізав між 1477 і 1489 роками німецький скульптор Вейт Штосс (відомий по-польськи Віт Ствош), який жив і працював у місті понад 20 років.

### Друга Світова війна
За кілька тижнів до початку Другої світової війни та німецької окупації Ящики були розташовані нацистським підрозділом під назвою Sonderkommando Paulsen, розграбованим і перевезеним до Третього рейху, ймовірно, до Берліна. Панелі також були знайдені та відправлені до Німеччини. Їх поставили в підвалі Нюрнберзького замку. У замку польські в'язні надсилали повідомлення членам польського опору про те, що там захований шанований вівтар. Вівтарна фігура пережила війну, незважаючи на сильні бомбардування Нюрнберга, і була виявлена графом Емериком Хаттен-Чапським, який був приєднаний до польської 1-ї бронетанкової дивізії, і повернута до Польщі в 1946 році де вона зазнала значної реставрації. Він був повернутий до базиліки Святої Марії в 1957 році. Поляки розібрали вівтарну частину та зберігали її основні статуї в ящиках, розпорошених по всій країні. У 1941 році, під час німецької окупації, демонтований вівтар був відправлений до Третього рейху. Знайшли вівтор у 1946 році в Баварії, захований у підвалі сильно бомбардованого Нюрнберзького замку. Великий вівтар пройшов серйозні реставраційні роботи в Польщі і був повернутий на місце в базиліці через 10 років.
Вівтарну картину за свою історію відновлювали кілька разів, не лише після закінчення Другої світової війни. Вперше вона була відреставрована до 1600 року, потім у 1866–1870, 1932—1933, 1946—1949, 1999 і, нарешті, у 2017 році.
Іоанна Канція в Чикаго, історична церква в стилі «польського собору» містить детальну копію цього шедевра.

## Опис
Вівтарний малюнок Фейта Стосса має висоту 13 м і ширину 11 м, коли панелі триптиху повністю відкриті. Реалістично скульптурні фігури становлять 2,7 м (більше 12 футів.) високий; кожен був вирізаний із стовбура дерева вапна (липи). Інші частини вівтаря зроблені з дерева дуба, а фон — з дерева модрини. У закритому режимі панелі відображають 12 сцен із життя Ісуса та Марії.
Сцена внизу головного вівтаря (в центрі) показує Успіння матері Ісуса, Марії, у присутності Дванадцятьох Апостолів. Верхня центральна частина ілюструє Успіння Мадонни. У самому верху, за межами основної рамки, зображена коронація Марії, оточена фігурами святого Станіслава та святого Адальберта Празького . На бічних панелях показано шість сцен Радісті Марії:
|  |  |  |

## Фотографії

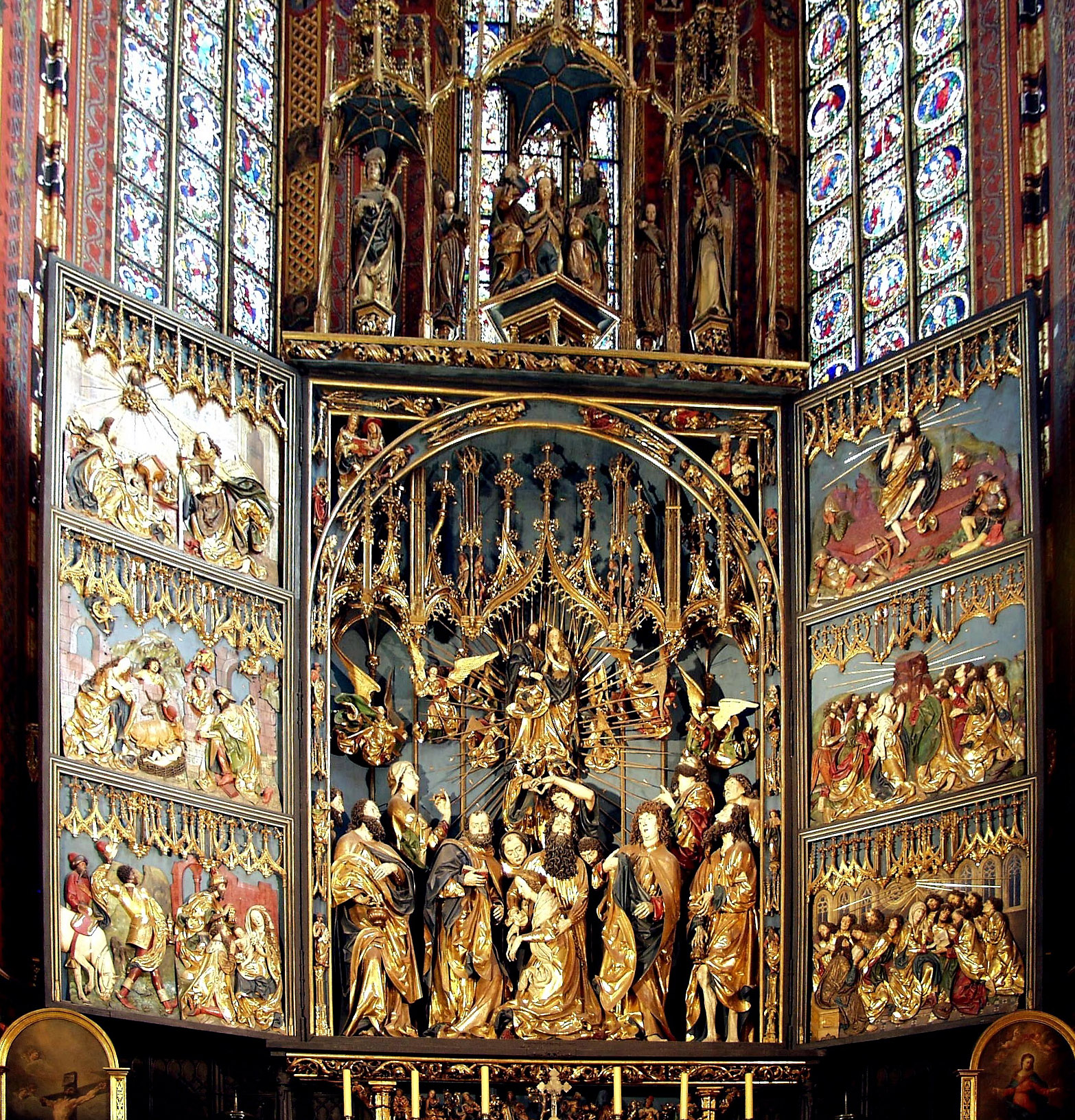
Огляд
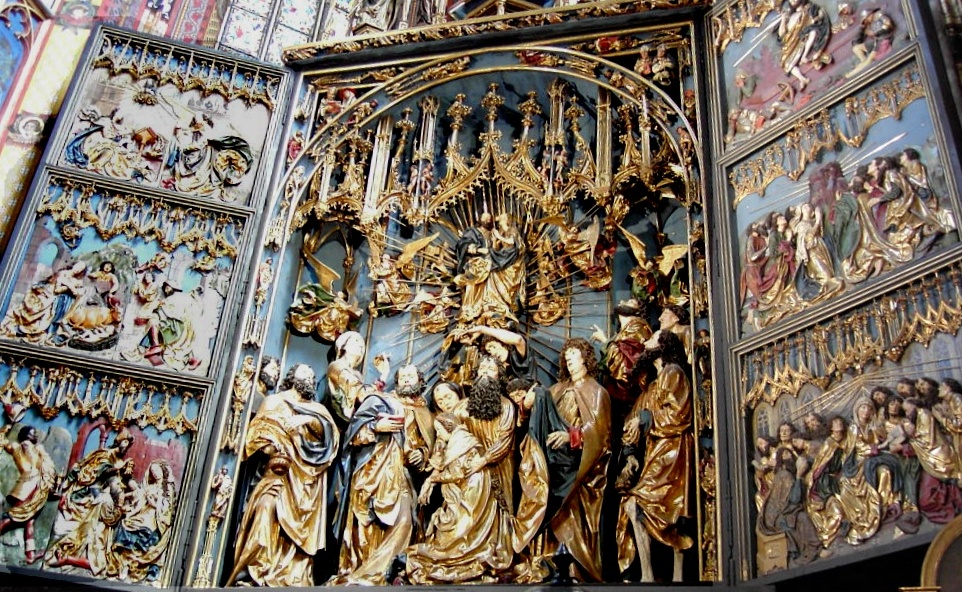
Центр вівтарної картини
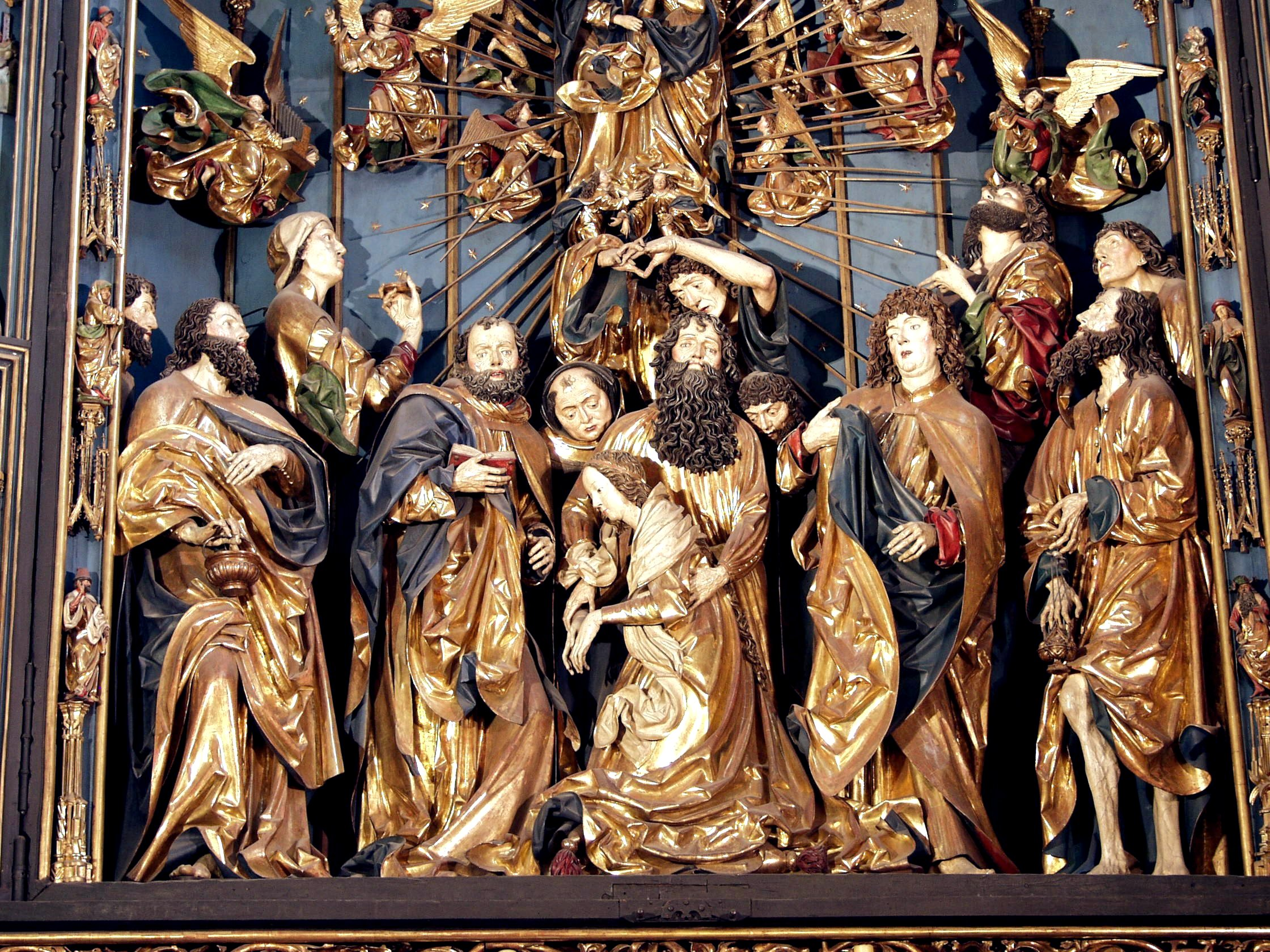
Успіння Марії
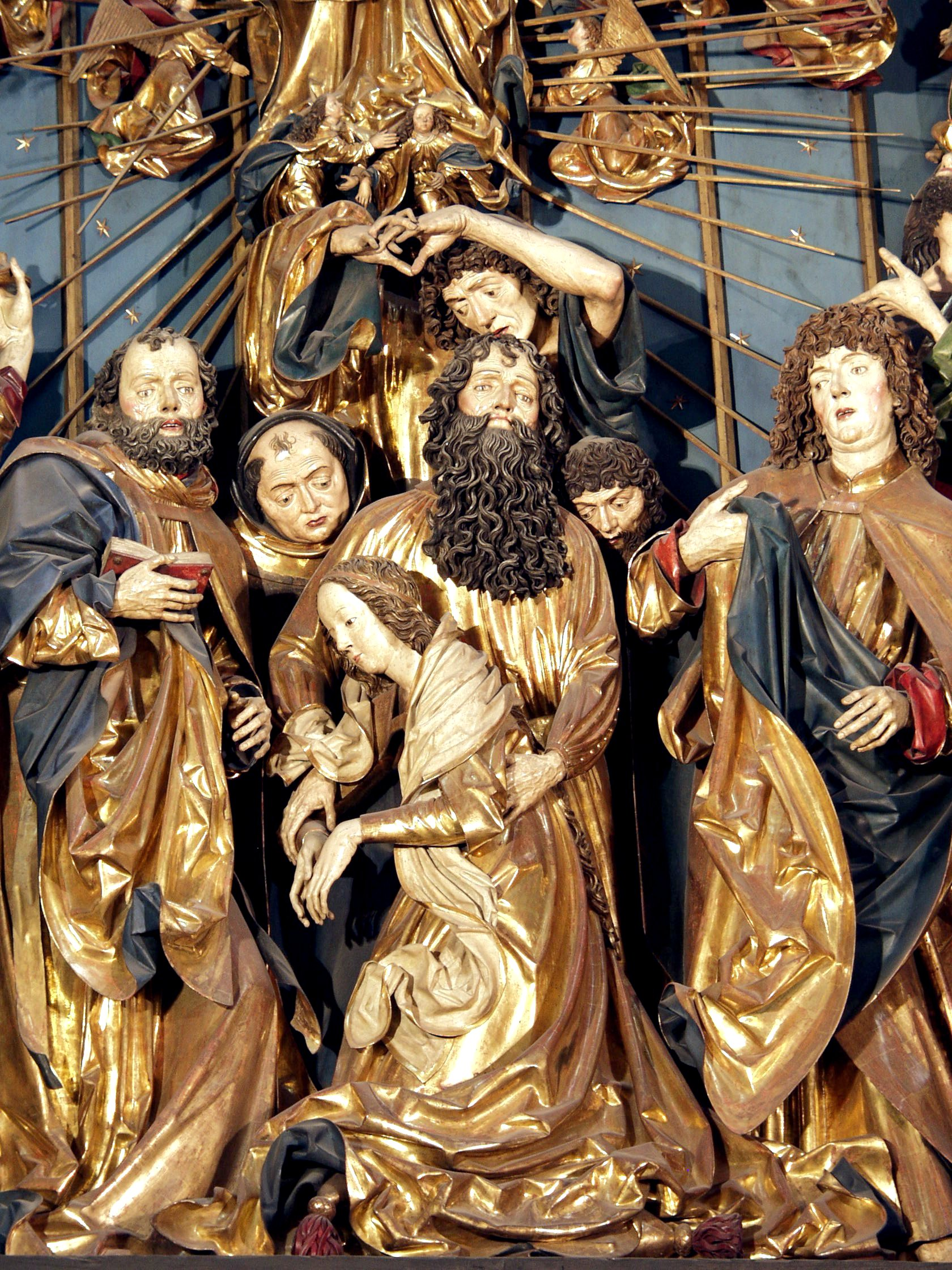
Успіння Марії, деталь
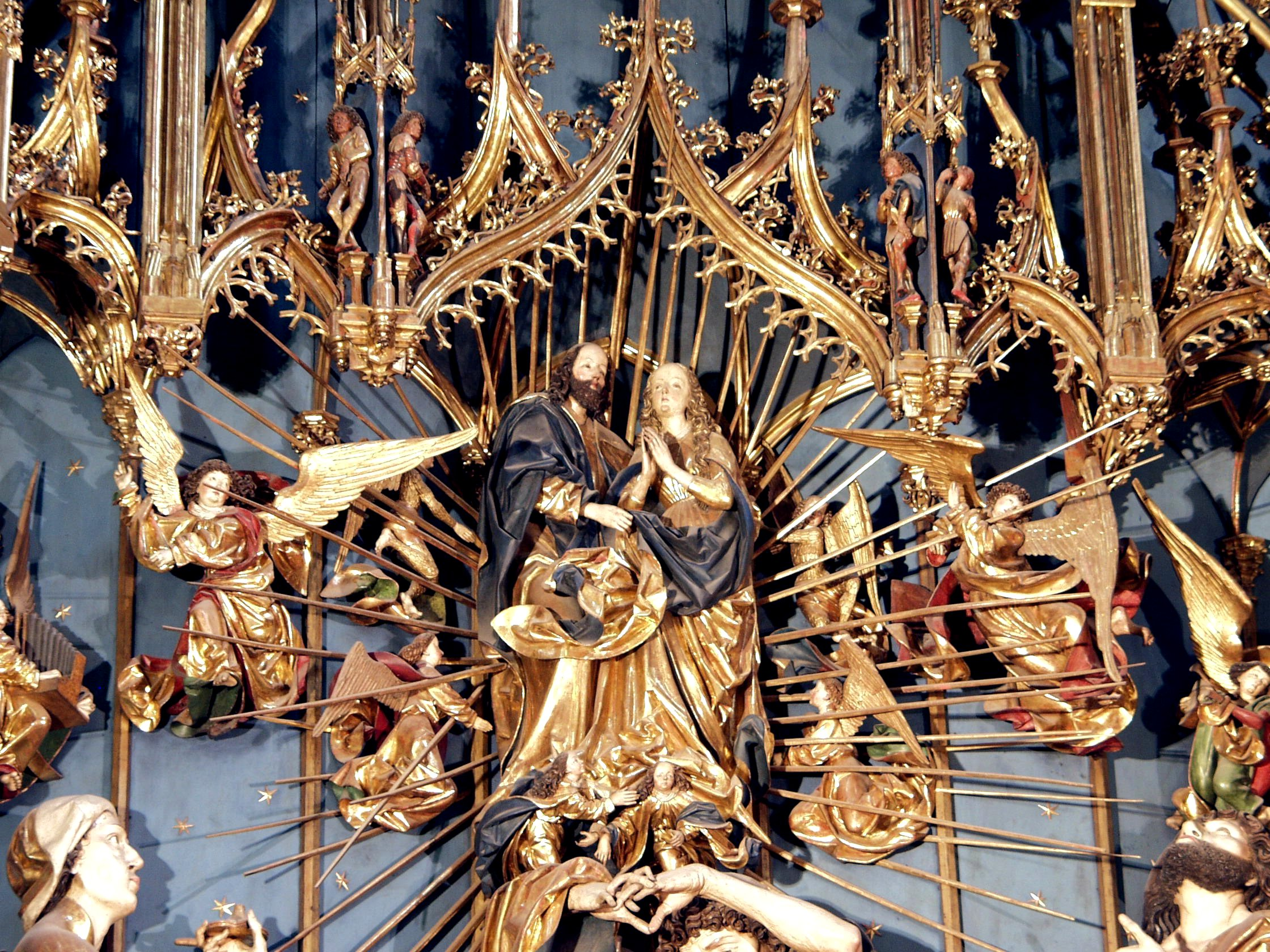
Успіння Марії
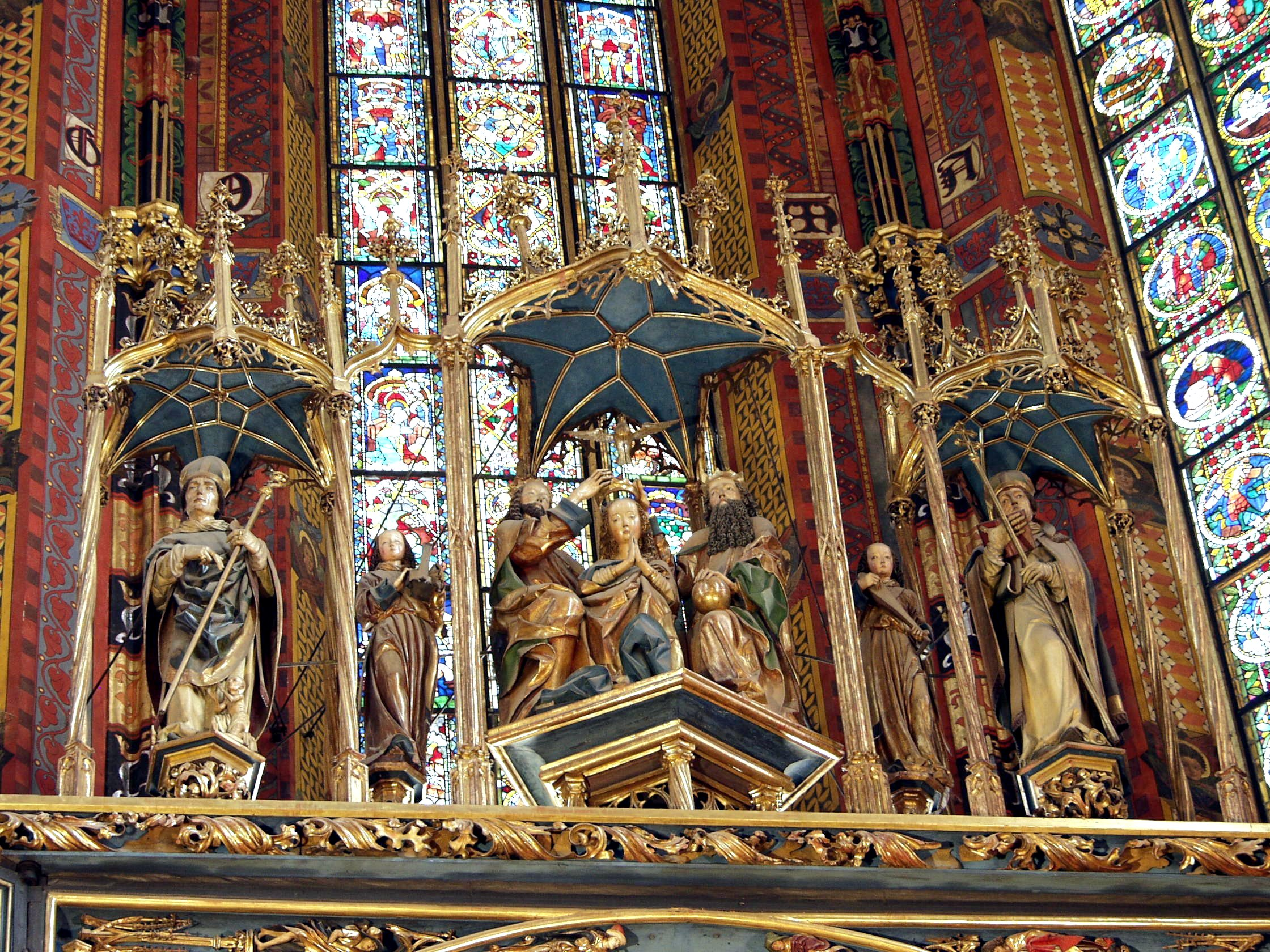
Коронація Марії зі святим Станіславом та святим Адальбертом
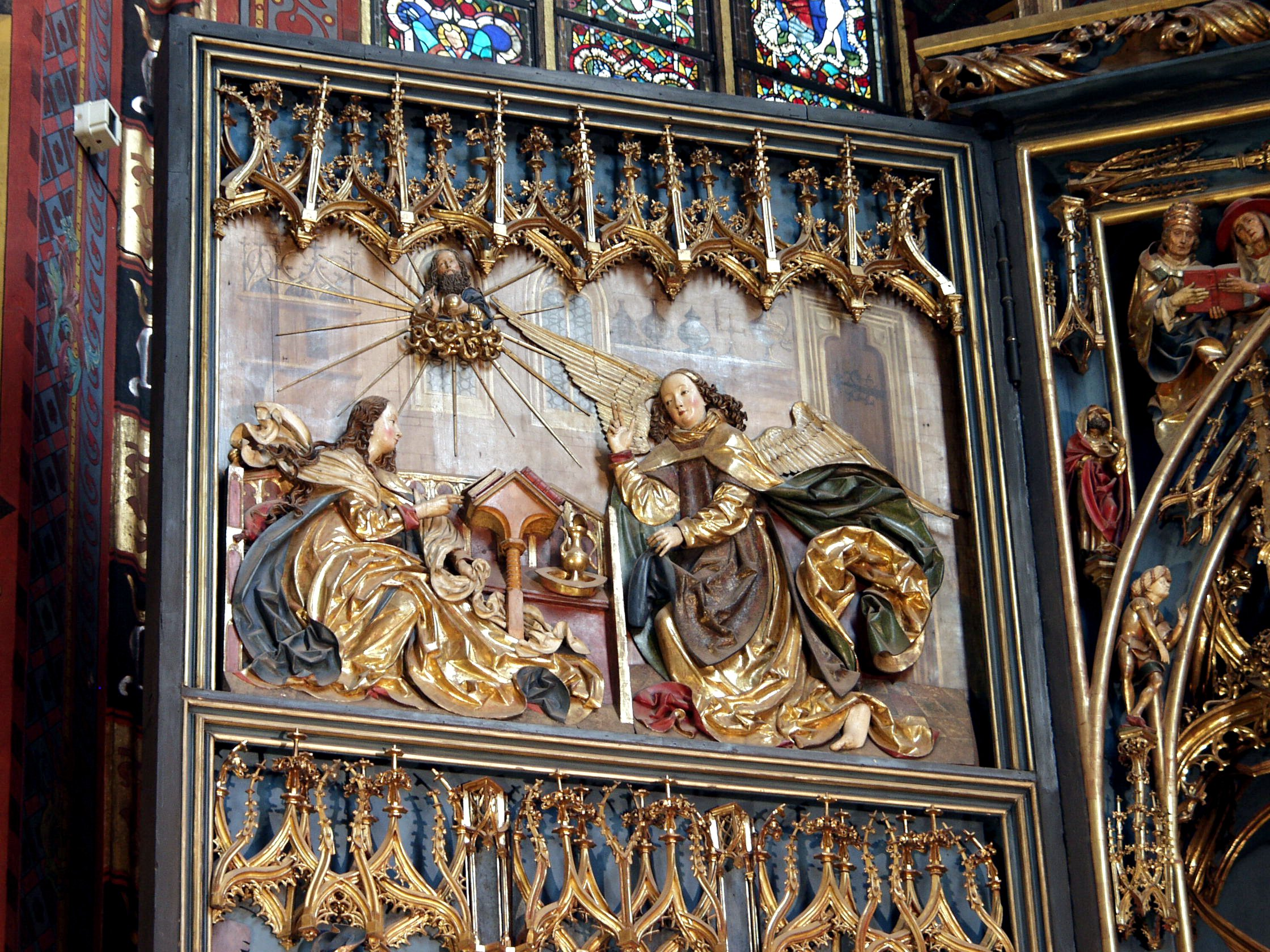
Благовіщення
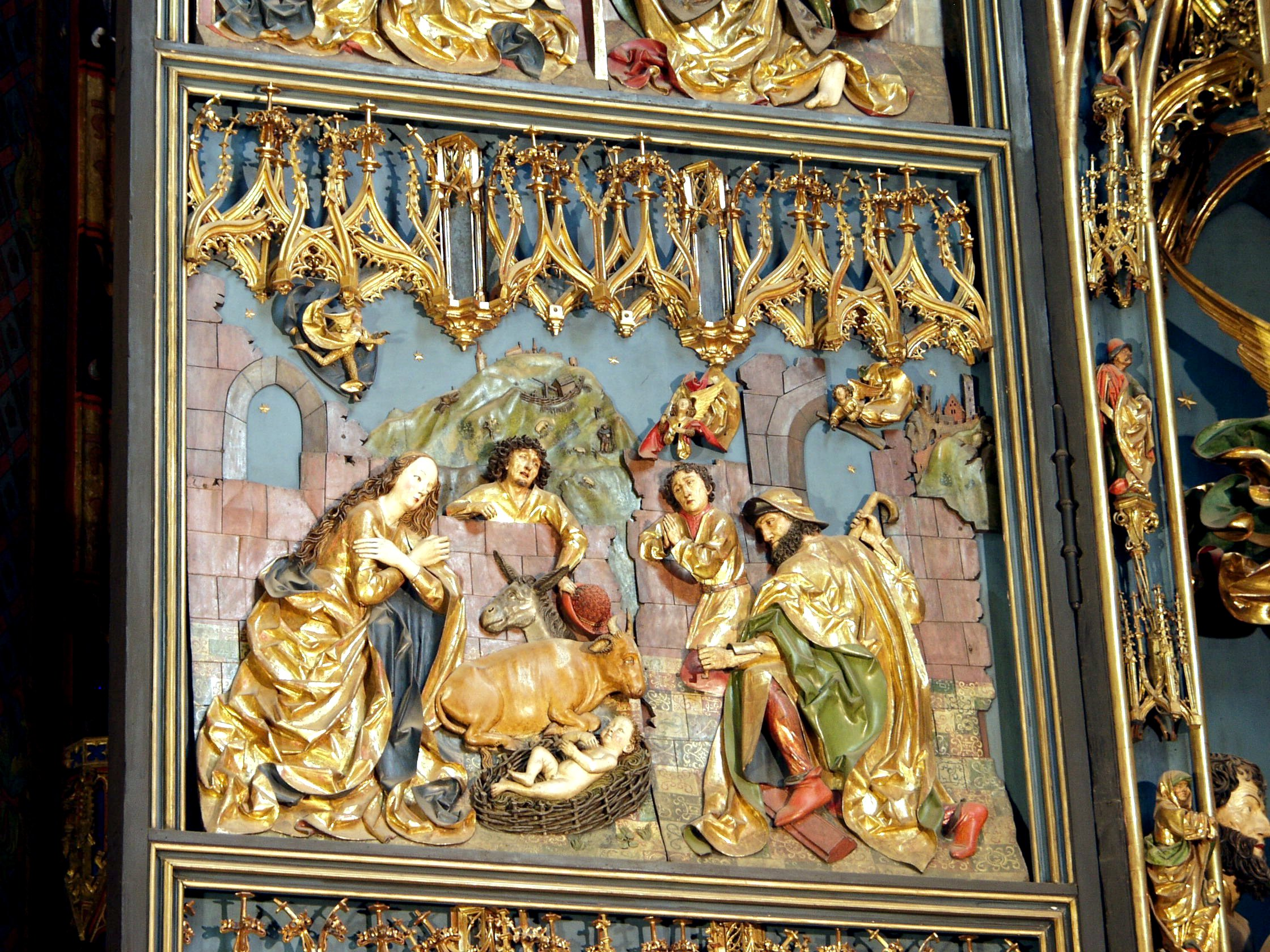
Вертеп
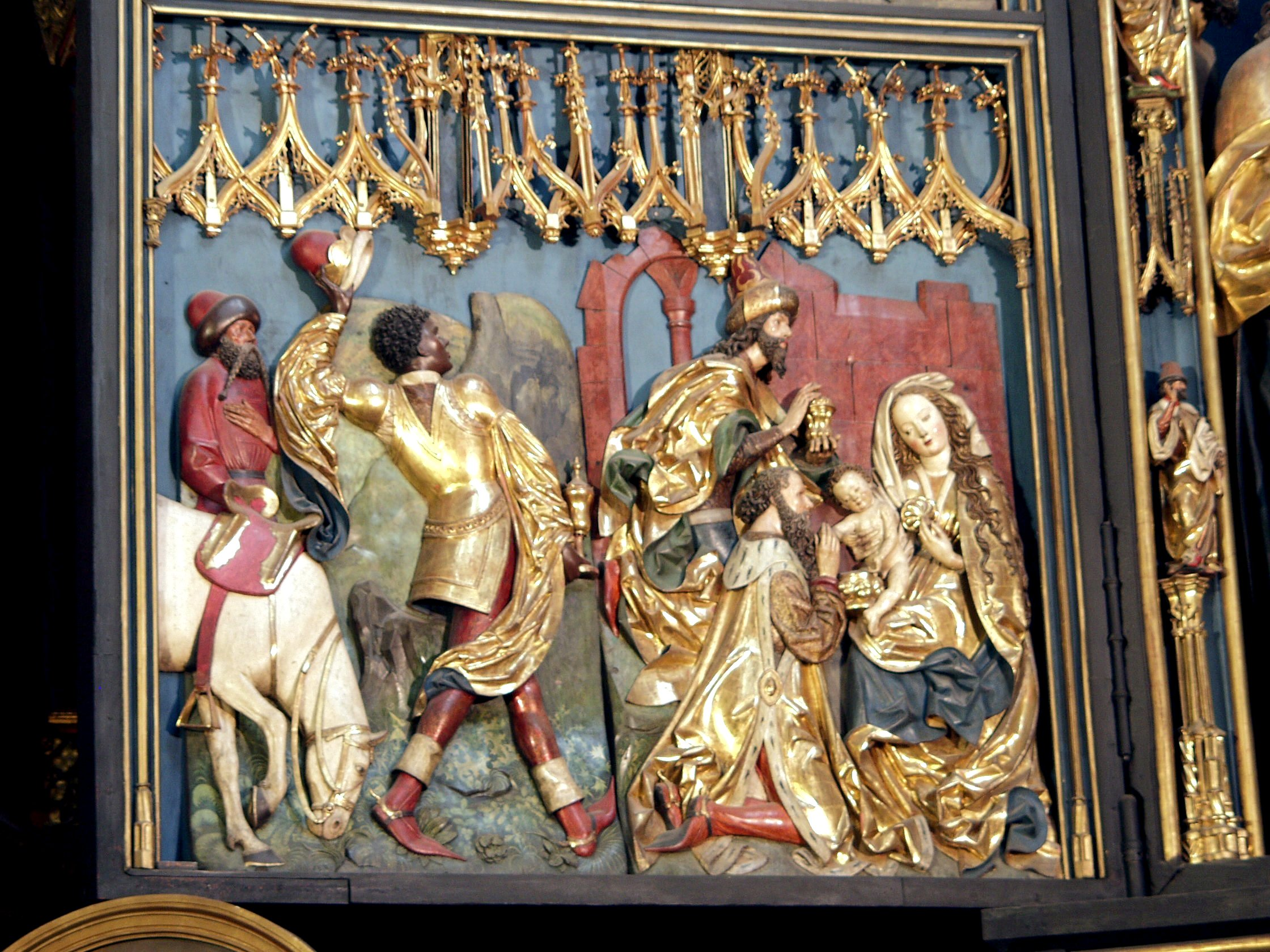
Три мудреці
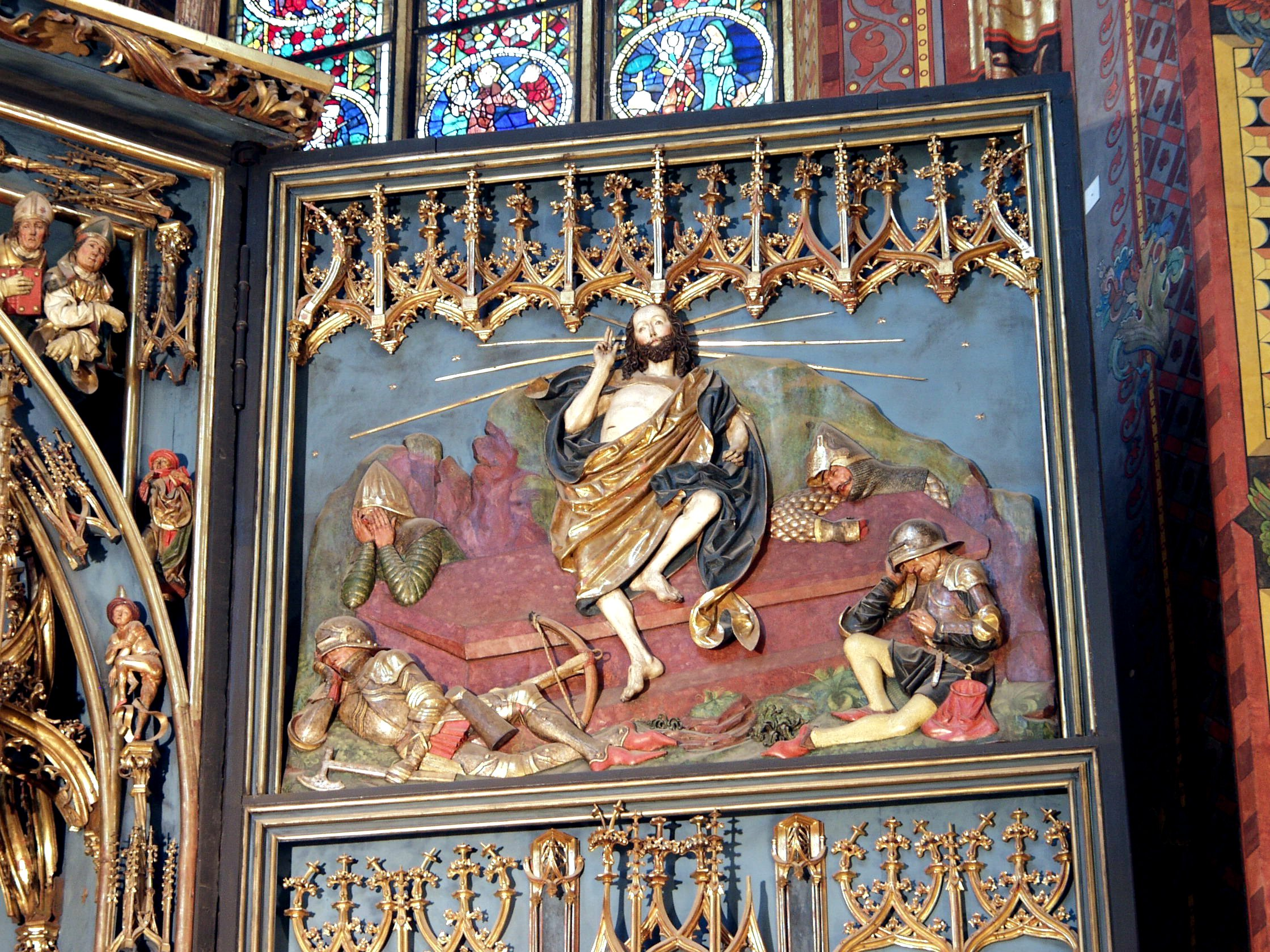
Воскресіння Христа
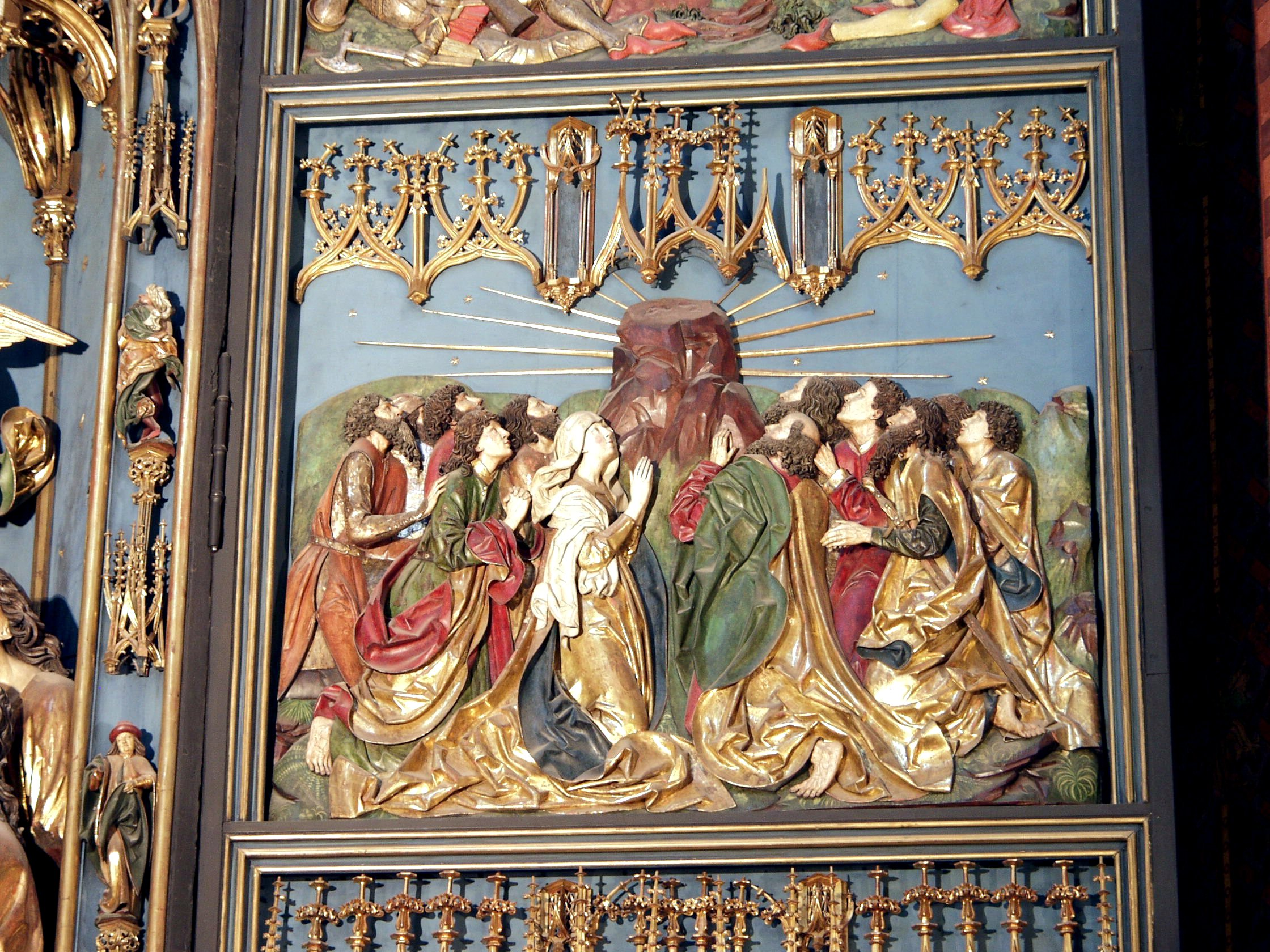
Вознесіння Христа
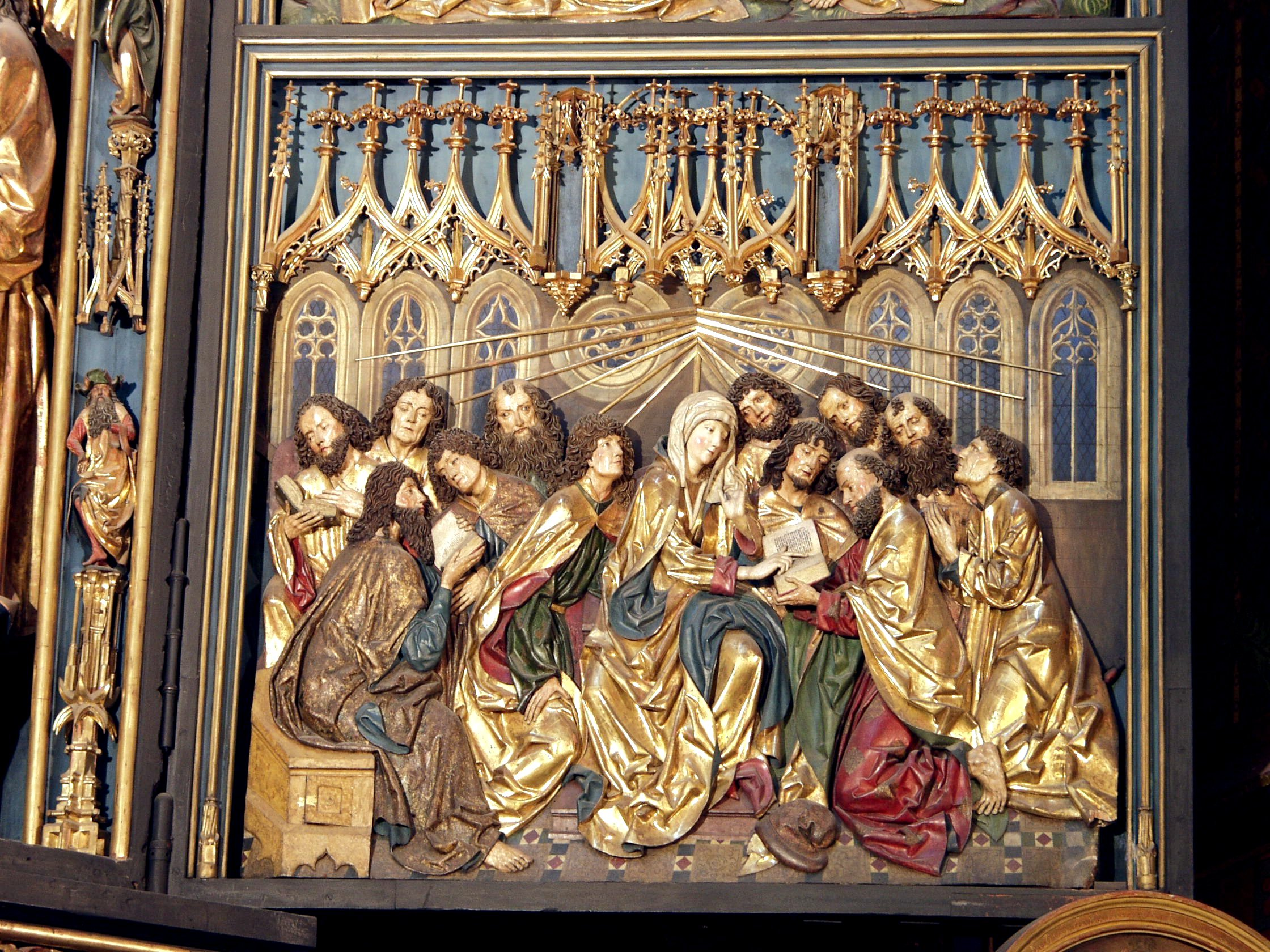
Зішестя Святого Духа

## У 2021 році

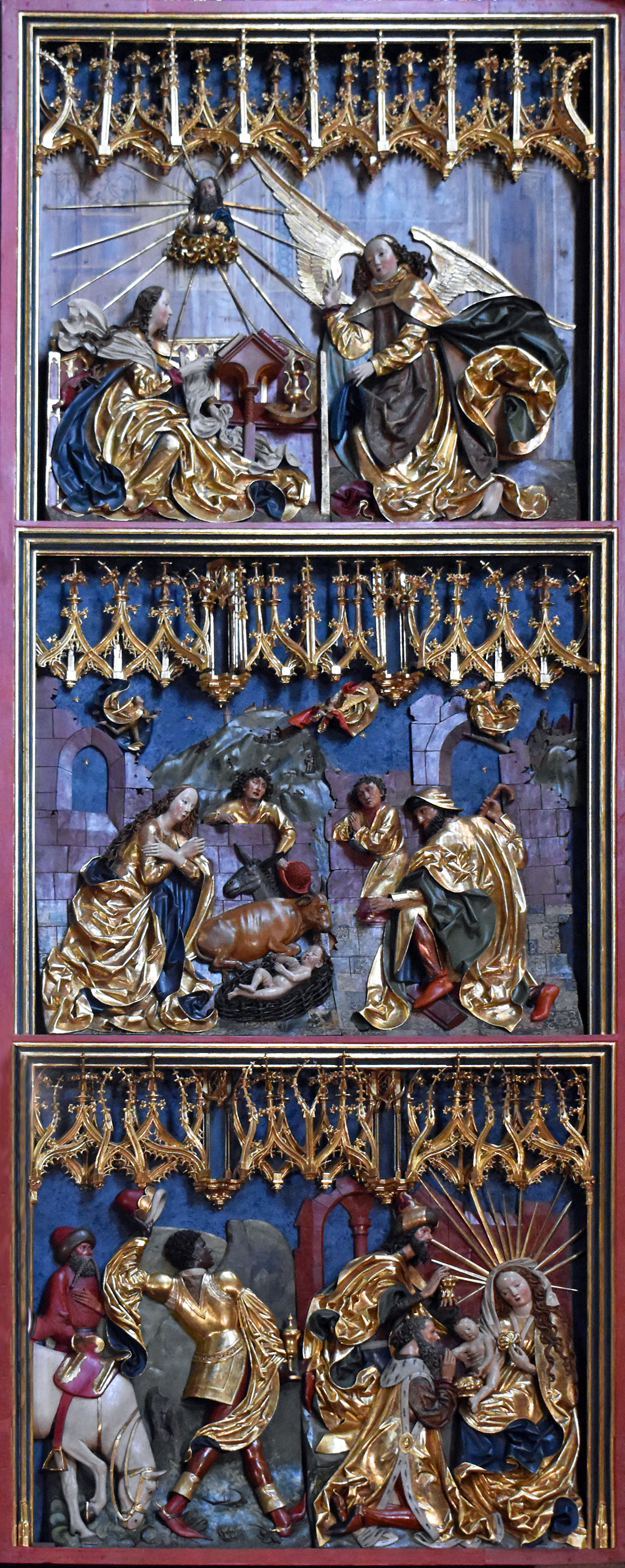
Ліве крило
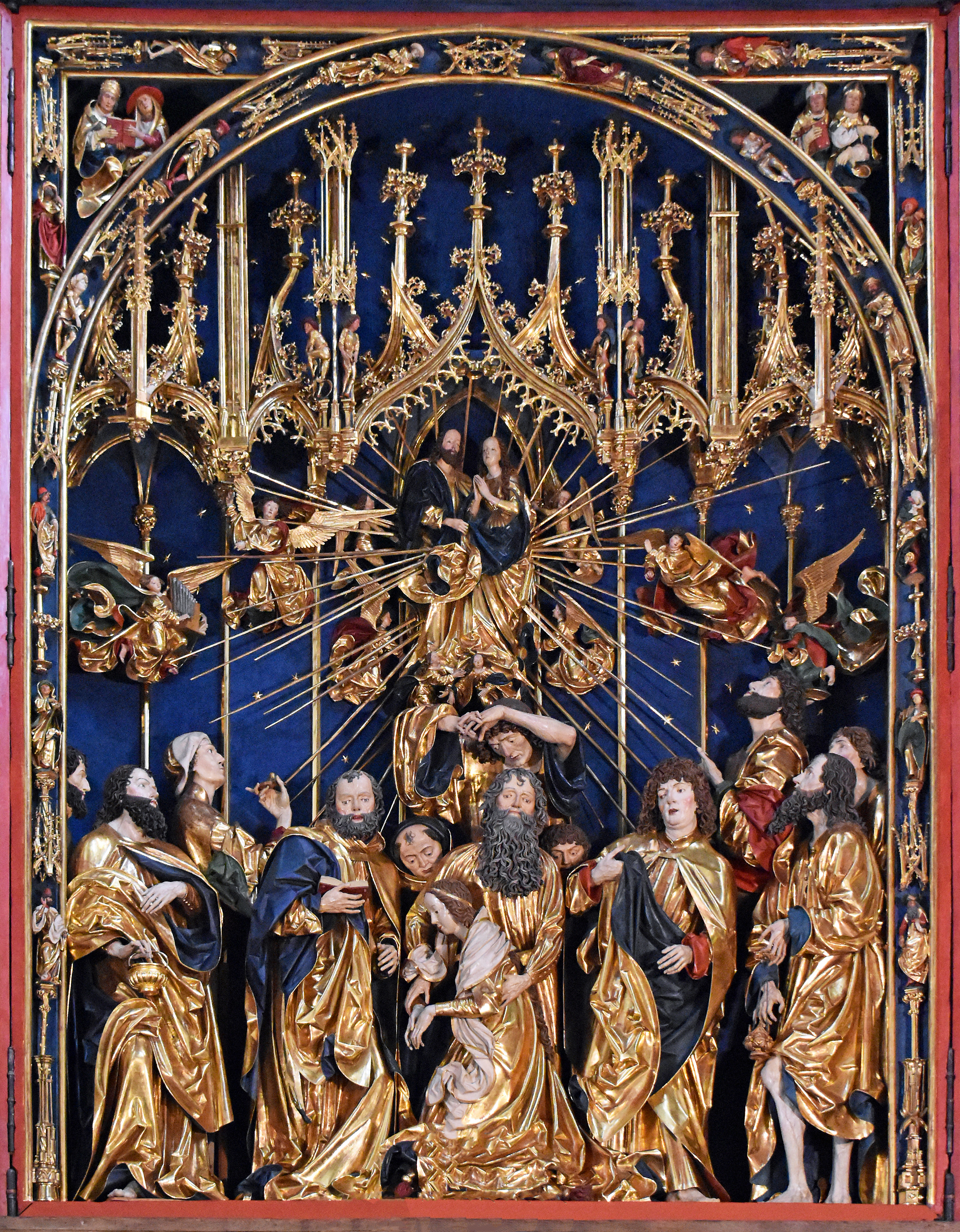
Центр вівтарної картини
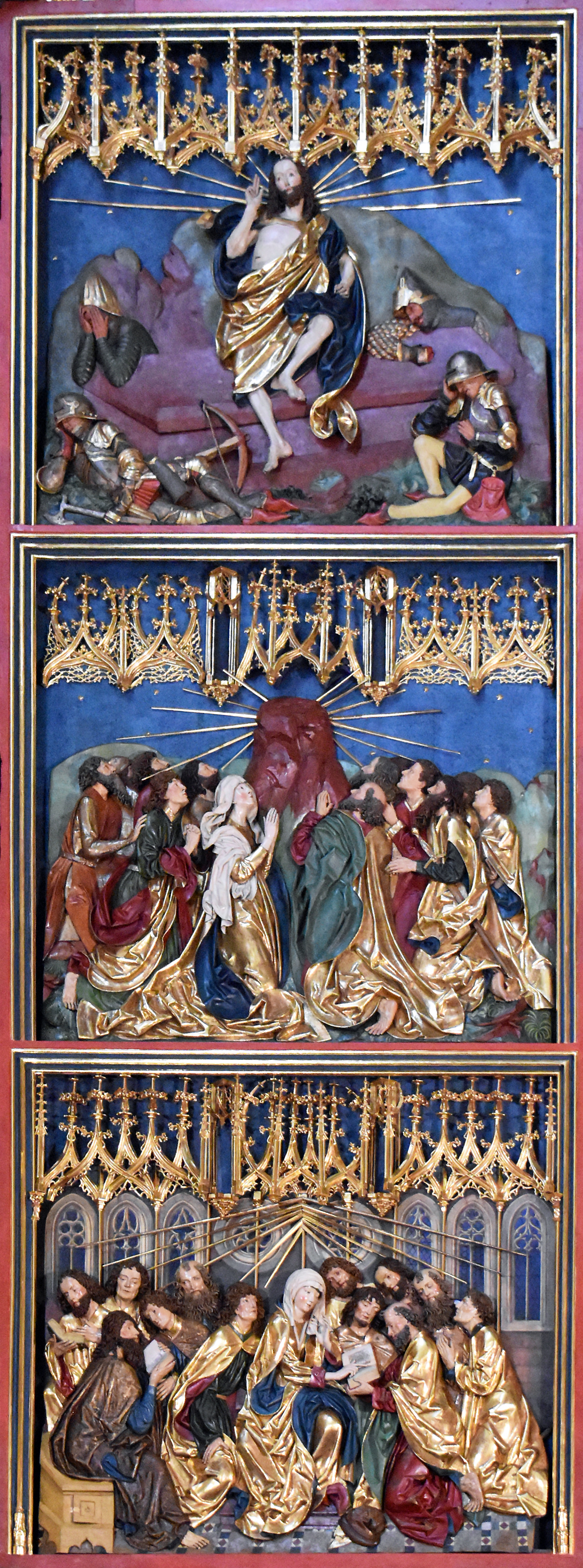
Праве крило